# Villa Mercedes (San Juan)
Villa Mercedes es una localidad ubicada en el departamento Jáchal, al norte de la provincia de San Juan, Argentina. Emplazada al norte del oasis agrícola del valle de Jáchal. Es la segunda localidad más importante del departamento ya mencionado, después de la localidad cabecera, San José de Jáchal.
Posee una población de 1139 habitantes, mayoritariamente dedicada a actividades agrícolas

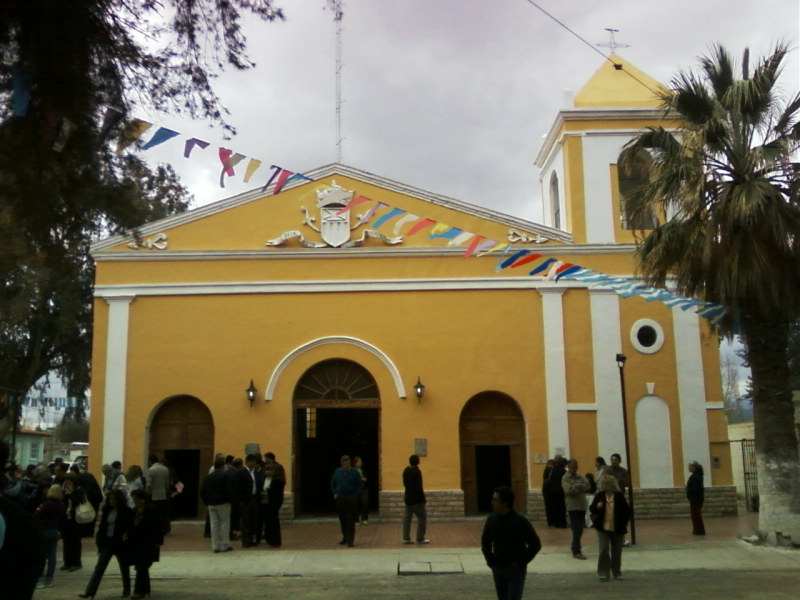
Iglesia matriz de Villa Mercedes.

## Geografía

### Población
Cuenta con 1139 habitantes (Indec, 2001), lo que representa un incremento del 21,9% frente a los 934 habitantes (Indec, 1991) del censo anterior.

### Sismicidad
La sismicidad del área de Cuyo (centro oeste de Argentina) es frecuente y de intensidad baja, y un silencio sísmico de terremotos medios a graves cada 20 años en distintas áreas aleatorias.
Terremoto de Caucete 1977el 23 de noviembre de 1977, la región fue asolada por un terremoto y que dejó como saldo lamentable algunas víctimas, y un porcentaje importante de daños materiales en edificaciones.
Sismo de 1861aunque dicha actividad geológica catastrófica, ocurre desde épocas prehistóricas, el terremoto del 20 de marzo de 1861 señaló un hito importante dentro de la historia de eventos sísmicos argentinos ya que fue el más fuerte registrado y documentado en el país. A partir del mismo la política de los sucesivos gobiernos mendocinos y municipales han ido extremando cuidados y restringiendo los códigos de construcción. Y con el terremoto de San Juan de 1944 del 15 de enero de 1944 (81 años) el gobierno sanjuanino tomó estado de la enorme gravedad sísmica de la región.
El Día de la Defensa Civil fue asignado por un decreto recordando el sismo que destruyó la ciudad de Caucete el 23 de noviembre de 1977, con más de 40.000 víctimas sin hogar. No quedaron registros de fallas en tierra, y lo más notable efecto del terremoto fue la extensa área de licuefacción (posiblemente miles de km²).
El efecto más dramático de la licuefacción se observó en la ciudad, a 70 km del epicentro: se vieron grandes cantidades de arena en las fisuras de hasta 1 m de ancho y más de 2 m de profundidad. En algunas de las casas sobre esas fisuras, el terreno quedó cubierto de más de 1 dm de arena.

## Parroquias de la Iglesia católica en Villa Mercedes
| Arquidiócesis | San Juan de Cuyo               |
| ------------- | ------------------------------ |
| Parroquia     | Nuestra Señora de las Mercedes |

## Otras creencias presentes en Villa Mercedes
- Adventistas del Séptimo Día

- Pentecostales